# Charles J. Kemper
Charles Jean Kemper (Heemstede, 18 september 1913 - Rotterdam, 25 oktober 1985) was een Nederlands kunstschilder.
Kemper werkte bij de politie in Rotterdam en kreeg in de avonduren les van P.C. Wilt. Hij vervolgde vanaf het derde leerjaar zijn opleiding aan de Academie van Beeldende Kunsten in Rotterdam, waar hij les kreeg van Bautz (portretten en naakten). In 1947 studeerde hij bij H.F. Boot in Haarlem. Hij schilderde en aquarelleerde in Rotterdam, havens, figuren en portretten. Een apart genre daarin vormen zijn interieurs van cafés en kroegen. Vanaf 1951 maakte Kemper met onder anderen Kees Franse, Jan Goedhart, Ed van Zanden en later ook Jan Burgerhout deel uit van de Rotterdamse expositiegroep Argus. Zijn belangstelling ging sindsdien verder uit naar de oprukkende stad, de industriële bedrijvigheid en de teloorgang van het platteland.
Er waren in het begin van de jaren vijftig niet veel kunstenaars in de stad maar er bestond wel, zoals Mathieu Ficheroux - van hem is het muurportret van Multatuli in de Van Oldenbarneveldstraat (1974) - daar tegen aankeek, een duidelijke hiërarchie. Bovenaan plaatste hij de Argusgroep, waarvan Louis van Roode na zijn Vensterperiode enige tijd deel uitmaakte. Naast Van Roode behoorden Jan Burgerhout, Kees Franse, Jan Goedhart, Charles Kemper, Huib Noorlander en Ed van Zanden hiertoe. De oprichters kozen voor de naam Argus, de mythologische reus met honderd ogen, om duidelijk aan te geven dat kijken voor hen op de eerste plaats kwam en dat het de leden niet om een nieuwe stroming in de kunst ging.
In 1957 vierde de Argusgroep het eerste lustrum met een tentoonstelling bij de Rotterdamse Kunststichting aan de Korte Lijnbaan. Bij die gelegenheid werd een bijzonder luxueus uitgevoerd album uitgegeven in een kleine oplage van veertig exemplaren. Naast foto's van de zes leden -Louis van Roode was omstreeks 1955 al uit de groep gestapt - bevatte deze uitgave afbeeldingen van sculpturen. 
In het Monumentenjaar 1975 staan in een aflevering van het orgaan Baksteen 28 aquarellen afgebeeld die hij samen met zijn zoon Maarten Kemper heeft gemaakt. Maarten Kemper overleed in 1982 op 38-jarige leeftijd.